# Deonise Cavaleiro
Deonise Fachinello Cavaleiro (ur. 20 czerwca 1983 w Santa Rosa) – brazylijska piłkarka ręczna, reprezentantka kraju, grająca na pozycji prawej rozgrywającej. Obecnie występuje w hiszpańskim Itxako Reyno de Navarra

## Sukcesy
- mistrzostwo Austrii  (2009)
- puchar Austrii  (2009)
- finalistka pucharu EHF  (2008)
- wicemistrzostwo Hiszpanii  (2008)
- wicemistrzostwo Francji  (2010)
- mistrzostwo świata  (2013)